# Oliver Glasner
Oliver Glasner (Salzburg, 1974. augusztus 28. –) osztrák labdarúgó, edző.

## Pályafutása

### Játékosként
Glasner 1992-ben kezdődött, közel húsz évig tartó profi labdarúgó-pályafutása során szinte kizárólag (a 2003-2004-es LASK Linznél kölcsönben eltöltött szezon kivételével) az osztrák SV Ried csapatában futballozott. A riedi csapat mezében több mint ötszáz bajnoki mérkőzésen lépett pályára; kétszeres osztrák kupagyőztes (1998 és 2011), valamint egyszeres osztrák másodosztályú bajnok (2005) a klubbal. A riedi csapattól 2011-ben vonult vissza.

### Edzőként
Glasnert 2014 nyarán nevezték ki a Ried vezetőedzőjének; a csapattal a 2014-2015-ös szezonban a hatodik helyen végzett az osztrák élvonalban. 2015 nyarán a másodosztályú LASK Linz vezetőedzője lett, amellyel 2017-ben megnyerte az osztrák másodosztályt és feljuttatta a csapatot az élvonalba. 2019 nyarán nevezték ki az Európa-liga csoportkörében induló, német élvonalbeli VfL Wolfsburg vezetőedzőjének; első idényében a csapatot az Európa-liga nyolcaddöntőéig vezette, második idényében pedig a német bajnokság UEFA-bajnokok ligája csoportkör kvalifikációt érő negyedik helyét szerezte meg a csapattal. 2021 júliusában nevezték ki az Eintracht Frankfurt vezetőedzőjének, amellyel 2022-ben Európa-liga győztes lett. A 2022–23-as szezon végén távozott a klubtól. 2024 februárjában az angol élvonalban szereplő Crystal Palace FC vezetőedzőjévé nevezték ki Roy Hodgson helyét átvéve.

## Sikerei, díjai

### Játékosként
- SV Ried
  - Osztrák kupagyőztes (2): 1998, 2011
  - Osztrák másodosztályú bajnok: 2004–05

### Edzőként
- LASK Linz
  - Osztrák másodosztályú bajnok: 2016–17
- Eintracht Frankfurt
  - Európa-liga győztes: 2021–2022[4]
- Crystal Palace FC
  - Angol labdarúgókupa bajnok: 2024–25